# Asta Soprana
L'Asta Soprana (2950 m s.l.m.) è una montagna delle Alpi Marittime. Si trova in provincia di Cuneo, in valle Gesso, a poca distanza dal monte Argentera.

## Caratteristiche
Si eleva sulla dorsale che divide la valle Gesso della Valletta dalla valle Gesso di Entracque. In particolare, è stretta tra il vallone della Miniera a nord-est, ed il vallone di Lourousa a sud-ovest. Appartiene ad un gruppo morfologicamente abbastanza complesso, il gruppo dell'Asta, che comprende anche l'Asta Sottana.
Il versante nord presenta una parete circa verticale di oltre 600 m che incombe sul nevaio del Dragonet; gli altri versanti sono più movimentati, e presentano numerosi canaloni. La vetta è bifida; quella principale è la vetta meridionale, a 2950 m, mentre quella settentrionale misura 2947 m.
Dal punto di vista geologico appartiene al massiccio cristallino dell'Argentera; è costituita essenzialmente da gneiss granitoidi biotitici, normalmente occhiadini, localmente listati, soprattutto nelle pendici sul vallone di Lourousa.
Le denominazioni sottana e soprana date alle due Aste indicano la loro altezza relativa.

## Ascensione
L'accesso alla vetta non è segnato in alcun modo, e richiede buone capacità di orientamento ed esperienza. Dalle Terme di Valdieri si risale il vallone di Lourousa fino al gias della Balma, a 2230 m di quota; da qui si inverte la marcia e si taglia in diagonale il versante sud-ovest in direzione di un canale appena accennato che risale verso la guglia del Dragonet. Si risale per un tratto il canale, poi lo si abbandona e si procede in diagonale ascendente parallelamente alla cresta nord-ovest della montagna, raggiungendone quindi la vetta. Il percorso è di tipo alpinistico, con grado di difficoltà valutato in F-F+.
Ci si può appoggiare al vicino rifugio Morelli-Buzzi, posto in prossimità della testata del vallone di Lourousa.

### Cartografia
- Cartografia ufficiale dell'Istituto Geografico Militare in scala 1:25.000 e 1:100.000, consultabile on line
- Sistema Informativo Territoriale della provincia di Cuneo, su base cartografica 1:10.000
- Istituto Geografico Centrale - Carte dei sentieri 1:50.000 n.8 "Alpi Marittime e Liguri" e 1:25.000 n. 113 "Parco naturale dell'Argentera"